# Ддмасар
Ддмасар (арм. Դդմասար) — село в Арагацотнской области Армении.

## География
Село расположено в юго-западной части марза, на расстоянии 61 километра к северо-западу от города Аштарак, административного центра области. Абсолютная высота — 1380 метров над уровнем моря.
Климат
Климат характеризуется как умеренно холодный, влажный (Dfb в классификации климатов Кёппена). Среднегодовая температура воздуха составляет 8,1 °C. Средняя температура самого холодного месяца (января) составляет −6,9 °С, самого жаркого месяца (июля) — 21,1 °С. Расчётная многолетняя норма атмосферных осадков — 395 мм. Наибольшее количество осадков выпадает в мае (69 мм).

## Население
| Год переписи | Население          | Население          | Население          | Население            | Население            | Население            |
| Год переписи | Наличное население | Наличное население | Наличное население | Постоянное население | Постоянное население | Постоянное население |
| Год переписи | Всего              | Мужчины            | Женщины            | Всего                | Мужчины              | Женщины              |
| ------------ | ------------------ | ------------------ | ------------------ | -------------------- | -------------------- | -------------------- |
| 2001         | 151                | 70                 | 81                 | 161                  | 74                   | 87                   |
| 2011         | 92                 | 45                 | 47                 | 94                   | 46                   | 48                   |

| Год  | Численность | Численность |
| ---- | ----------- | ----------- |
| 1873 | 35          | [ 8 ]       |
| 1897 | 46          | [ 8 ]       |
| 1926 | 150         | [ 8 ]       |
| 1939 | 216         | [ 8 ]       |
| 1959 | 327         | [ 8 ]       |
| 1970 | 391         | [ 8 ]       |
| 1979 | 460         | [ 8 ]       |
| 1989 | 498         | [ 9 ]       |
| 2001 | 161         | [ 8 ]       |
| 2011 | 94          | [ 10 ]      |